# کبرادانگرا
کبرادانگرا (انگلیسی: Quebradanegra) نام یک منطقه مسکونی در کلمبیا است.